# Diocesi di Tubiza
La diocesi di Tubiza (in latino Dioecesis Tubyzana) è una sede soppressa e sede titolare della Chiesa cattolica.

## Storia
Tubiza, forse identificabile con Henchir-Boucha nell'odierna Tunisia, è un'antica sede episcopale della provincia romana dell'Africa Proconsolare, suffraganea dell'arcidiocesi di Cartagine.
Dal 1933 Tubiza è annoverata tra le sedi vescovili titolari della Chiesa cattolica; dal 24 gennaio 1986 il vescovo titolare è Lucio Alfert, O.M.I., già vicario apostolico di Pilcomayo.

## Cronotassi dei vescovi titolari
- George Roche Evans † (24 febbraio 1969 - 13 settembre 1985 deceduto)
- Lucio Alfert, O.M.I., dal 24 gennaio 1986